# François II de Bourbon-Vendôme
Pour les articles homonymes, voir François II et François de Bourbon.
François de Bourbon (1534-1546) est un comte de Saint-Pol et duc d'Estouteville issu de la maison de Bourbon-Vendôme.
Il est le fils de François de Bourbon et d'Adrienne d'Estouteville et donc un descendant agnatique de Louis IX.
A la mort de son père, en 1545, il hérite du comté de Saint-Pol. A la mort de son grand-père maternel, il devient, avec sa mère, co-duc d'Estouteville.